# Carpinus purpurinervis
Carpinus purpurinervis är en björkväxtart som beskrevs av Hu Hsien-Hsu. Carpinus purpurinervis ingår i släktet avenbokar, och familjen björkväxter. Inga underarter finns listade.